# Um den Eibsee
Das Naturschutzgebiet (NSG) Um den Eibsee liegt in der kreisfreien Stadt Chemnitz in Sachsen. Das 39 ha große Gebiet mit der NSG-Nr. C 89 liegt im östlichen Stadtbereich von Chemnitz, zwischen den Stadtteilen Adelsberg und Euba, um den Eibsee herum. Es wurde im Jahr 2000 als Naturschutzgebiet ausgewiesen.

## Pflege
Seit 1997 führt der Verein zur Förderung von Landschaftspflege und Naturschutz (Natur-Hof Chemnitz) e.V. ein extensives Beweidungsprojekt mit Deutsch Angus Rindern und Burenziegen durch. Ziel des Projektes ist es, die großen offenen und halboffenen Flächen vor einer Verbuschung zu bewahren und damit den Lebensraum gefährdeter und seltener Pflanzen- und Tierarten zu erhalten.